# Wszolinka pszczela
Wszolinka pszczela, wesz pszczela, pszczołówka (Braula coeca) – gatunek muchówki z podrzędu krótkoczułkich, grupy łękorysych i rodziny wszolinkowatych.

## Opis
Ciało barwy czerwonobrunatnej, długości od 1 do 1,5 mm. Nie posiada skrzydeł, natomiast oczy złożone ma słabo rozwinięte. Aparat gębowy ma typu ssąco-liżącego.

## Biologia
Dorosłe osobniki przebywają na pszczołach, głównie matkach, czasem po kilka na jednej pszczole. Pszczołówki odżywiają się wyłącznie mleczkiem pszczelim, a larwy – miodem i pyłkiem. Rozwijają się na plastrze w zasklepionych komórkach z miodem. Wszolinka jest teoretycznie nieszkodliwym współmieszkańcem ula, można ją uważać za komensala, jednak jej obecność w ulu jest niepożądana, a masowe występowanie określa się mianem inwazji wszolinki (braulozy).

## Rozprzestrzenienie
Gatunek kosmopolityczny.